# Louis de Bernières
Pour les articles homonymes, voir Bernières (homonymie).
Louis de Bernières, né à Londres le 8 décembre 1954, est un écrivain britannique. Il est notamment connu pour son roman La Mandoline du capitaine Corelli (Captain Corelli's Mandolin), publié en 1994. L'année précédente, en 1993, il avait été remarqué comme l'un des 20 meilleurs jeunes romanciers britanniques par le magazine Granta.

## Biographie
Louis de Bernières grandit dans le Surrey. Il tient son nom d'un ancêtre français huguenot. Il fait ses études au Bradfield College (en) et rejoint l'armée à 18 ans, dont il quitte les rangs après seulement quatre mois de service. Il continue ensuite ses études à l'Université Victoria de Manchester et à l'Institute of Education de l'Université de Londres.
Avant de se consacrer uniquement à l'écriture, il exerce de nombreux métiers, dont ceux de mécanicien, professeur d'anglais en Colombie et de gaucho en Argentine. De ces expériences en Amérique du Sud, il tirera sa truculente trilogie sud-américaine (voir ci-dessous), œuvres s'inscrivant parfaitement dans le réalisme magique de Gabriel García Márquez.

## Œuvre

### Romans
- 1990 : The War of Don Emmanuel's Nether Parts Publié en français sous le titre La Guerre des fesses de Don Emmanuel, traduit par Frédérique Nathan, Paris, Stock, coll. « Nouveau cabinet cosmopolite », 1991
- 1991 : Señor Vivo and the Coca Lord Publié en français sous le titre Senor Vivo et le baron de la coca, traduit par Frédérique Nathan, Paris, Stock, coll. « Nouveau cabinet cosmopolite », 1993
- 1992 : The Troublesome Offspring of Cardinal Guzman Publié en français sous le titre La Calamiteuse Progéniture du cardinal Guzman, traduit par Élie Robert-Nicoud, Paris, Stock, coll. « Nouveau cabinet cosmopolite », 1995
- 1994 : Captain Corelli's Mandolin Publié en français sous le titre La Mandoline du capitaine Corelli, traduit par Fanchita Gonzalez-Batlle, Paris, Denoël, 1996
- 2001 : Red Dog Publié en français sous le titre Le Rouquin : une histoire australienne, traduit par Fanchita Gonzalez-Batlle, Paris, Mercure de France, 2001
- 2004 : Birds Without Wings Publié en français sous le titre Des oiseaux sans ailes, traduit par Fanchita Gonzalez-Batlle, Paris, Mercure de France, coll. « Bibliothèque étrangère », 2006
- 2008 : A Partisan's Daughter Publié en français sous le titre La Fille du partisan, traduit par Josette Chicheportiche, Paris, Mercure de France, coll. « Bibliothèque étrangère », 2008
- 2015 : The Dust that Falls From Dreams

### Recueil de nouvelles
- 2009 : Notwithstanding: Stories from an English Village Publié en français sous le titre Un immense asile de fous, traduit par Fanchita Gonzalez-Batlle, Paris, Mercure de France, coll. « Bibliothèque étrangère », 2010

### Nouvelles
- 1997 : Stupid Gringo
- 1998 : Our Lady of Beauty
- 1999 : A Day Out for Mehmet Erbil
- 2001 : Labels
- 2001 : Sunday Morning at the Centre of the World
- 2001 : Gunter Weber's Confession

### Poésie
- 2006 : A Walberswick Goodnight Story
- 2013 : Imagining Alexandria

### Autre publication
- 1998 : The Book of Job: An Introduction